# Friedrich Wilhelm Bornscheuer
Friedrich Wilhelm Bornscheuer (* 2. Mai 1917 in Güttersbach; † 3. Oktober 2015) war ein deutscher Bauingenieur (Baustatik, Stahlbau). Er war Hochschullehrer an der TH Stuttgart.

## Biografie
Bornscheuer war der Sohn eines evangelischen Pfarrers, ging in Schotten und Mainz zur Schule, studierte ab 1936 an der TH Darmstadt mit dem Diplom 1939. Sein Lehrer in Stahlbau war Kurt Klöppel, bei dem er 1939 Assistent wurde. September 1940 wurde er zu den Pionieren eingezogen, aber bald darauf wieder wegen einer Augenverletzung (Handgranatensplitter) freigestellt und von Klöppel für die Aufklärung des Einsturzes der Autobahnbrücke über den Rhein bei Frankenthal hinzugezogen. 1941 war er wieder bei den Eisenbahnpionieren in einer Garnison bei Hanau, bevor er 1942 bis 1945 an die Heeresversuchsanstalt Peenemünde in die Raketenentwicklung (Statik von Raketen im Überschallflug) abkommandiert war. Nach dem Krieg arbeitete er kurz im Stahlbrückenbau (Werk Gustavsburg von MAN, Bau der Behelfsbrücke über den Rhein bei Worms) und wurde 1946 in Darmstadt promoviert, mit einer Dissertation (Beitrag zur Berechnung ebener, gleichmäßig gedrückter Rechteckplatten, versteift durch eine Längssteife) die er schon 1943 begonnen hatte. 1946 bis 1949 arbeitete er wieder in der Raketenentwicklung, diesmal in Frankreich (ein Angebot von Wernher von Braun mit anderen Raketenspezialisten 1945 in die USA zu gehen hatte er aus familiären Gründen abgelehnt). Danach arbeitete er neun Jahre im Rohrleitungs-, Behälter- und Apparatebau.
Er wurde 1958 Professor an der Universität Stuttgart (früher TH Stuttgart), an der er 1968 bis 1983 das Institut für Baustatik leitete. Er löste in der Lehre 1958 (auch auf Anregung von Fritz Leonhardt, der gleichzeitig in Stuttgart Professor wurde und mit Bornscheuer eng zusammenarbeitete) die bis dahin dort übliche Unterteilung der Statik in der Lehre nach verwendetem Material (Stahl, Beton) ab. Er war für seine Fähigkeiten als Lehrer bekannt und bildete eine eigene Statikerschule in Stuttgart. Nach der Emeritierung arbeitete er weiter als Prüfingenieur und Tragwerksplaner im Ingenieurbüro seines Sohnes Bernd-Friedrich Bornscheuer.
Bornscheuer sah sich als Praktiker und Stahlbauer. Er leistete Beiträge zur Mechanik der Stabtragwerke (Einschluss der Wölbkrafttorsion), wobei er einer alten Forderung von August Föppl nachkam, Torsionskonstanten in die Tafelwerke für Querschnitte des Stahlbaus aufzunehmen, was auch in die entsprechenden DIN-Standards einfloss, und befasste sich intensiv  mit dem Schalenbeulen, was sich in der DIN 18800 (Teil 4) niederschlug.
Mit Fritz Leonhardt und Volker Hahn (von der Baufirma Züblin) gründete er 1961 das Recheninstitut für das Bauwesen (RIB) in Stuttgart (heute RIB Software AG). Die Initiative ging von Hahn aus, der mit Leonhardt sprach und Leonhardt schlug vor den Statikprofessor in Stuttgart Bornscheuer einzubeziehen.
Wolfhardt Andrä von Leonhardt, Andrä und Partner war 1963 sein erster Doktorand und dessen Sohn Hans-Peter Andrä 1982 sein letzter.

## Schriften (Auswahl)
- Baustatik, in: Viat Review of German Science 1939–1946. Applied Mathematics 2, Wiesbaden: Diederichsche Verlagsbuchhandlung 1948, S. 13–52
- Systematische Darstellung des Biege- und Verdrehvorgangs unter besonderer Berücksichtigung der Wölbkrafttorsion, Der Stahlbau, Band 21, 1952, S. 1–9
- Beispiel- und Formelsammlung zur Spannungsberechnung dünnwandiger Stäbe mit wölbbehindertem Querschnitt, Band 21, 1952, S. 225–232, Band 22, S. 32–44
- Tafeln der Torsionskenngrößen für die Walzprofile der DIN 1025–1027, Der Stahlbau, Band 30, 1961, S. 81–82